# سالی بدون باران (ترانه)
سالی بدون باران ترانه‌ای از گروه موسیقی آمریکایی سلنا گومز و سین است.این گروه آهنگ را چندین بار به صورت زنده اجرا کردند که شامل اجراهای تلویزیونی در صبح بخیر آمریکا ، شوی الن دی‌جنرس و سی و هفتمین جایزه برگزیده مردم است.